# 大泉東駅
大泉東駅（おおいずみひがしえき）は、三重県いなべ市員弁町東一色天皇にあった三岐鉄道北勢線の駅。2004年（平成16年）4月1日に廃駅となった。

## 歴史

### 年表
- 1914年（大正3年）4月5日：北勢鉄道の大泉駅として開業（後に列車行き違い設備設置）。
- 1931年（昭和6年）7月8日：大泉東駅に改称。
- 1934年（昭和9年）6月27日：社名変更により北勢電気鉄道の駅となる。
- 1944年（昭和19年）2月11日：会社合併により、三重交通の駅となる。
- 1964年（昭和39年）2月1日：事業譲渡により三重電気鉄道の駅となる。
- 1965年（昭和40年）4月1日：近畿日本鉄道が三重電気鉄道を合併し近鉄の駅となる。
- 1977年（昭和52年）12月6日：列車行き違い設備・場内信号機・2号線（駅東側線）・3号線（中線）を使用停止（後日撤去）の上、1号線（駅西側線：有効長57.0m）のみを使用した1線扱いとする。
- 1978年（昭和53年）
  - 1月27日：構内配線変更工事を実施。1号線（駅西側線）を使用停止し、2号線（駅東側線：有効長59.9m）を使用開始する。
  - 4月16日：無人駅化。
- 1982年（昭和57年）1月20日：駅舎取り壊し。
- 2003年（平成15年）4月1日：事業譲渡により、三岐鉄道の駅となる。
- 2004年（平成16年）4月1日：廃止。

### 駅名の由来
駅の北東1.2 kmに大谷神社があり、この神社の境内に清水の湧き出る霊泉があり、これを飲むと万病に効くという伝説から、この付近を大泉と呼ぶようになった。これにちなんで当駅は開業当初は「大泉駅」（おおいずみえき）と称したが、当駅は厳密には東一色地区にあることから、この「東一色」の「東」を取って「大泉」＋「東」で「大泉東」と称するように改めた。

## 駅構造

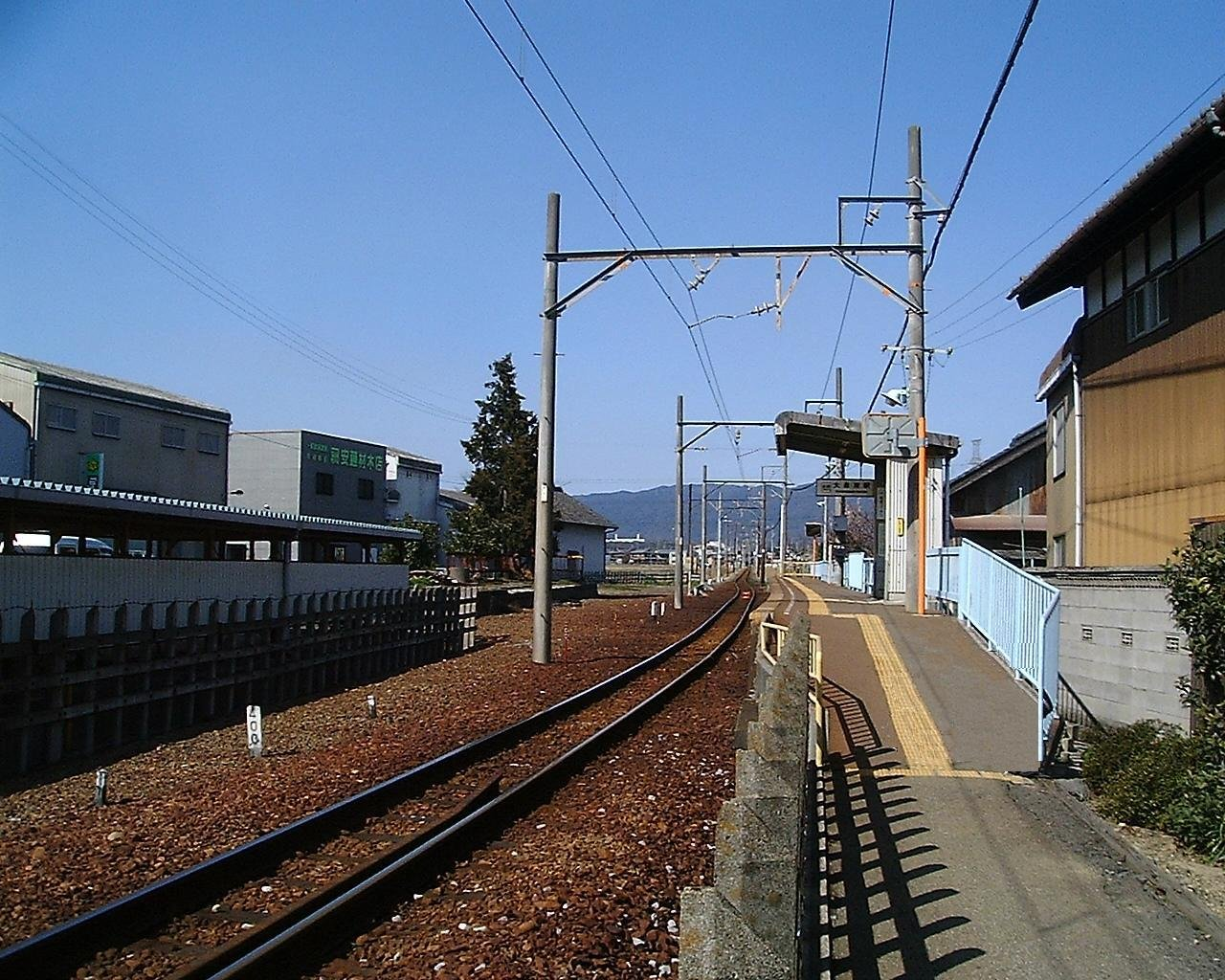
ホーム（近鉄時代 2003年）

単式ホーム1面1線をもつ地上駅であった（駅廃止直前）。過去には、列車行き違い設備を有しこれを常用することで15 - 30分間隔運転を行っていたが、1977年（昭和52年）に北勢線の自動閉塞化工事進展に伴い列車行き違い設備が撤去されてしまい、40分間隔運転に減便された。2004年（平成16年）に当駅が廃止され大泉駅が開業し、大泉駅又は楚原駅折り返しの列車が設定されることで、西桑名 - 大泉・楚原間で昼間30分間隔運転（当時）が実現した。列車行き違い設備撤去に伴い、駅西側のホームおよびそのホームに隣接した駅舎は撤去されたが、ホームの擁壁は存置された。その後、駅東側のホームを使用して営業が続けられたが、駅廃止に伴い2005年（平成17年）には、駅東側の旧ホームおよび駅西側の旧ホーム擁壁は全て撤去された。その後、旧大泉東駅利用者の利便性を図るために旧大泉東駅と大泉駅を結ぶ道路が線路西側に整備され、大泉東駅があった名残を示すものは旧ホーム西側にあった駐輪場上屋（2棟のうち南側にあった1棟のみ）だけになってしまった。駅廃止後の2007年（平成19年）には、曲線改良工事により線形変更が実施された。これにより、従来の5曲線（2箇所のS字カーブ含む）が1曲線に改良され、S字カーブは解消された。なお、本駅の全盛期には前述の列車行き違い設備のほかに貨物側線2線を有する2面4線の施設を有した。

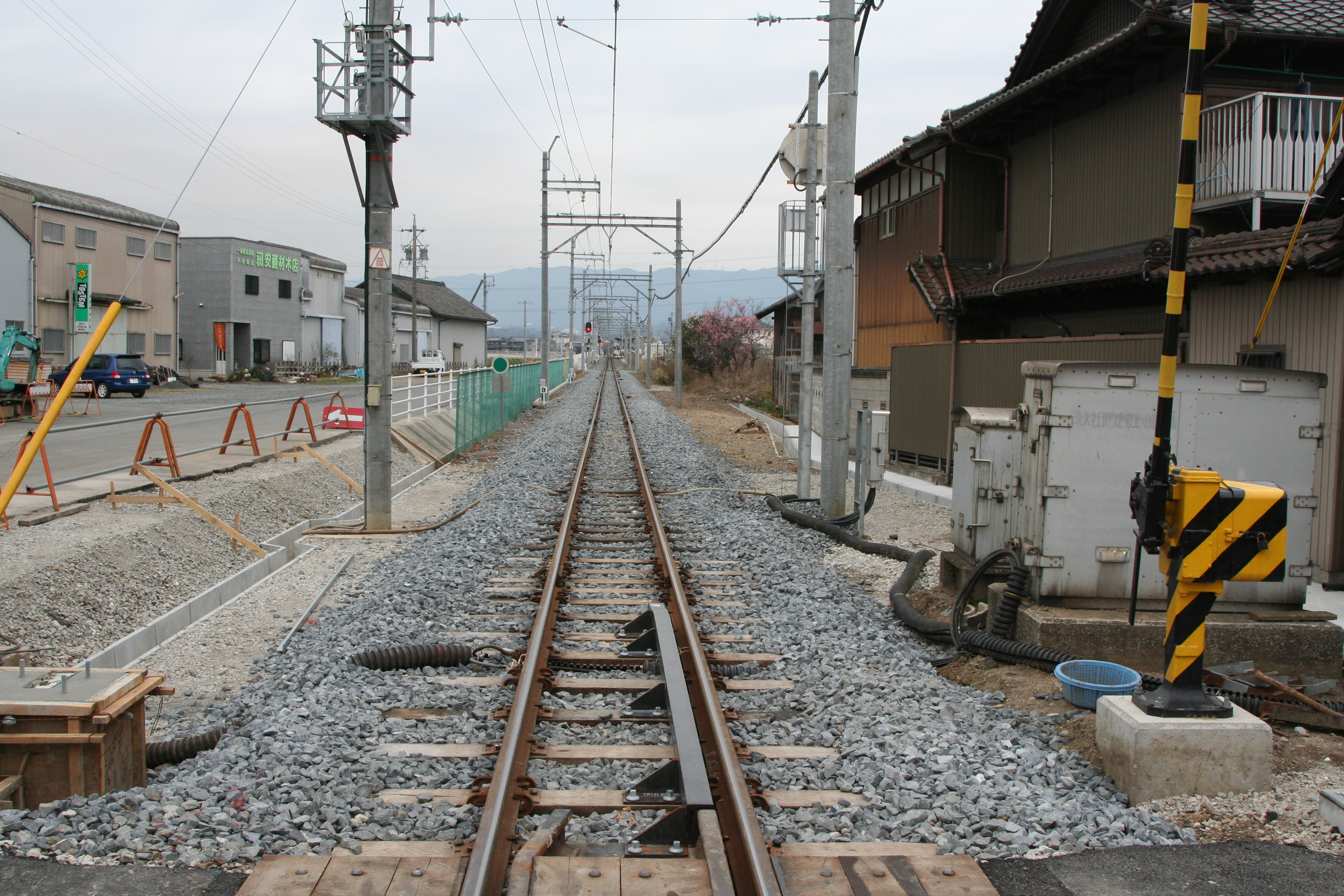
大泉東駅跡（桑名方より見る）線路右側は廃止直前ホーム位置、線路左側道路部分は旧駅舎・旧行き違い線ホーム位置。曲線改良による線路直線化後の姿
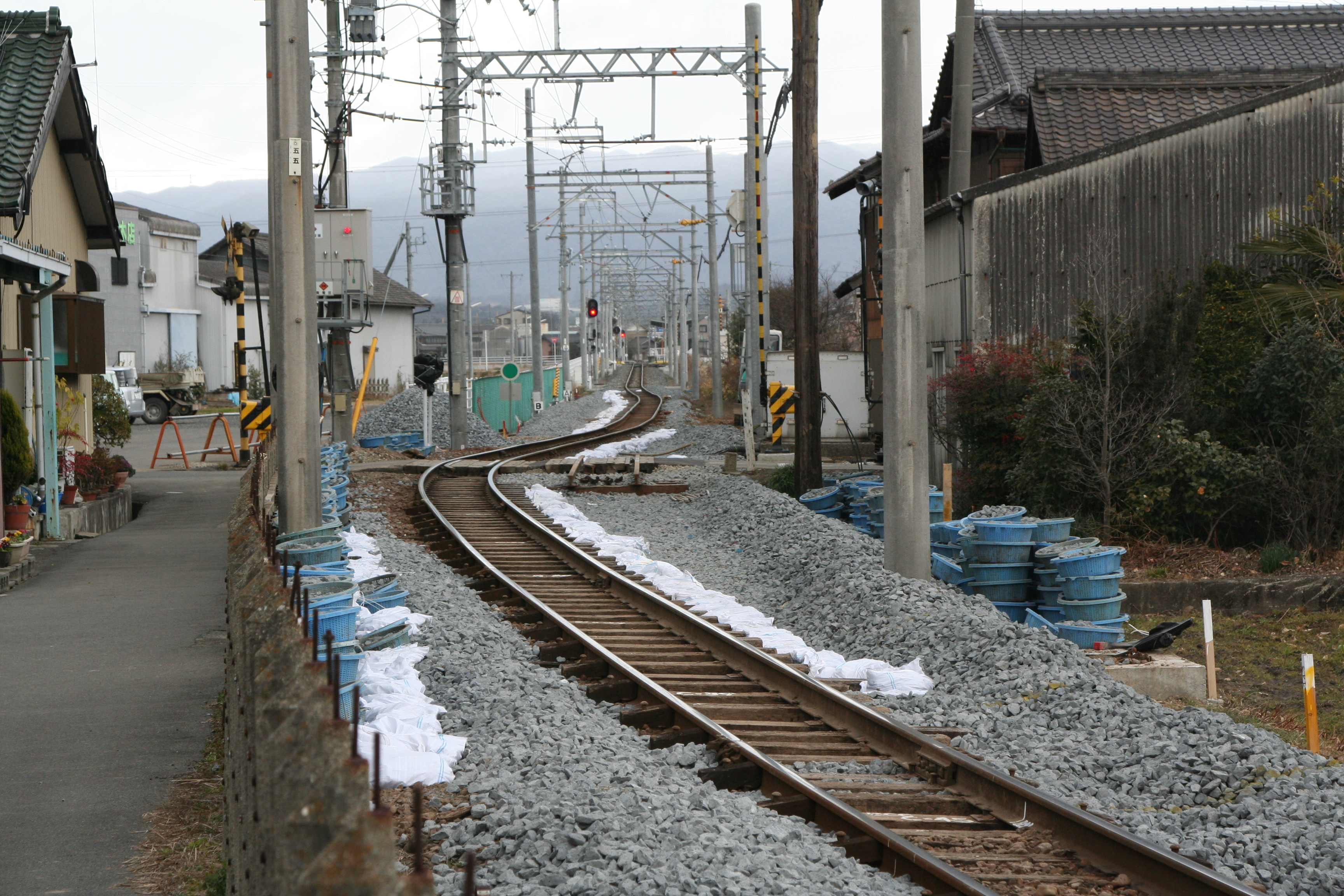
大泉東駅跡曲線改良直前（桑名方より見る）
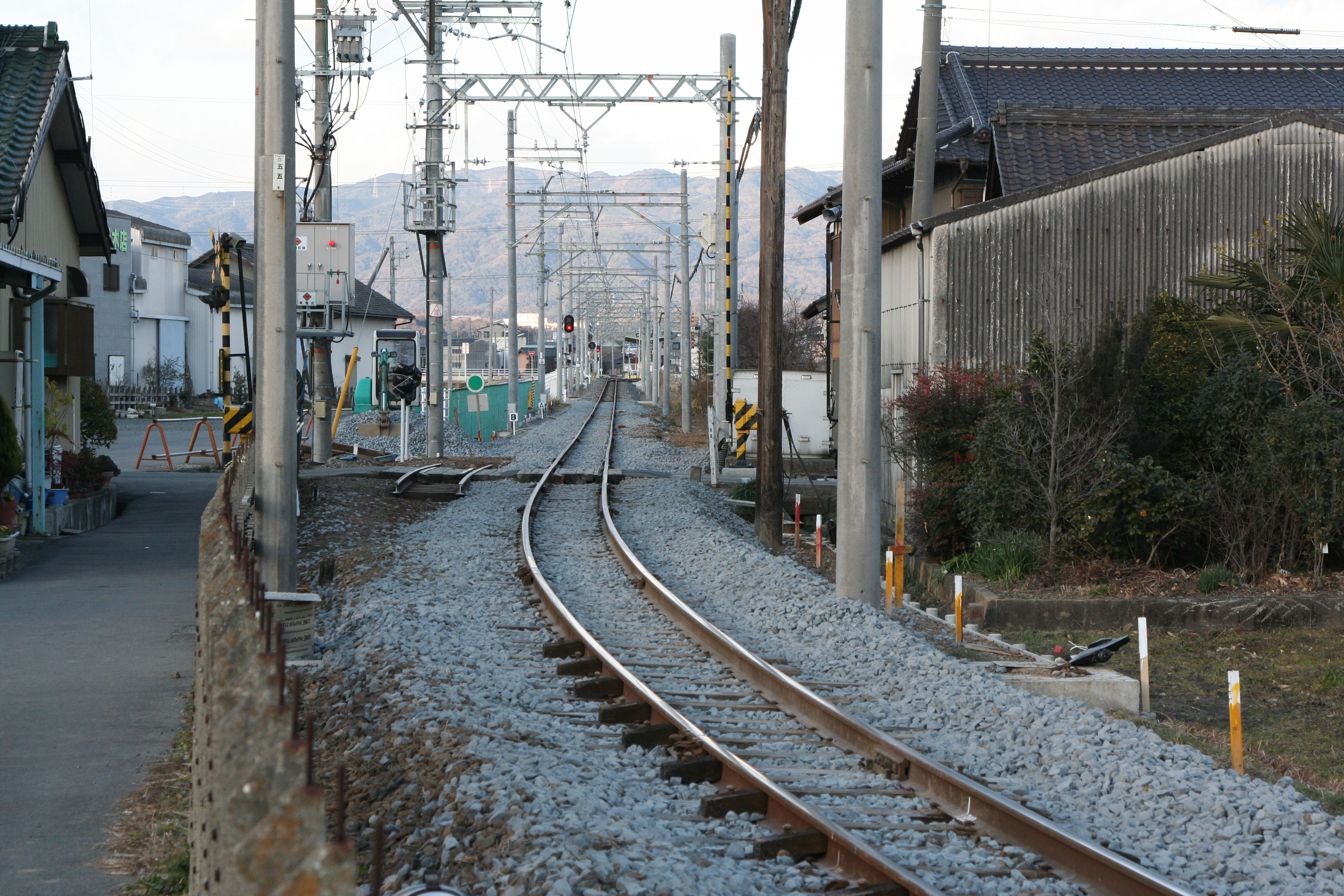
大泉東駅跡曲線改良直後（桑名方より見る）
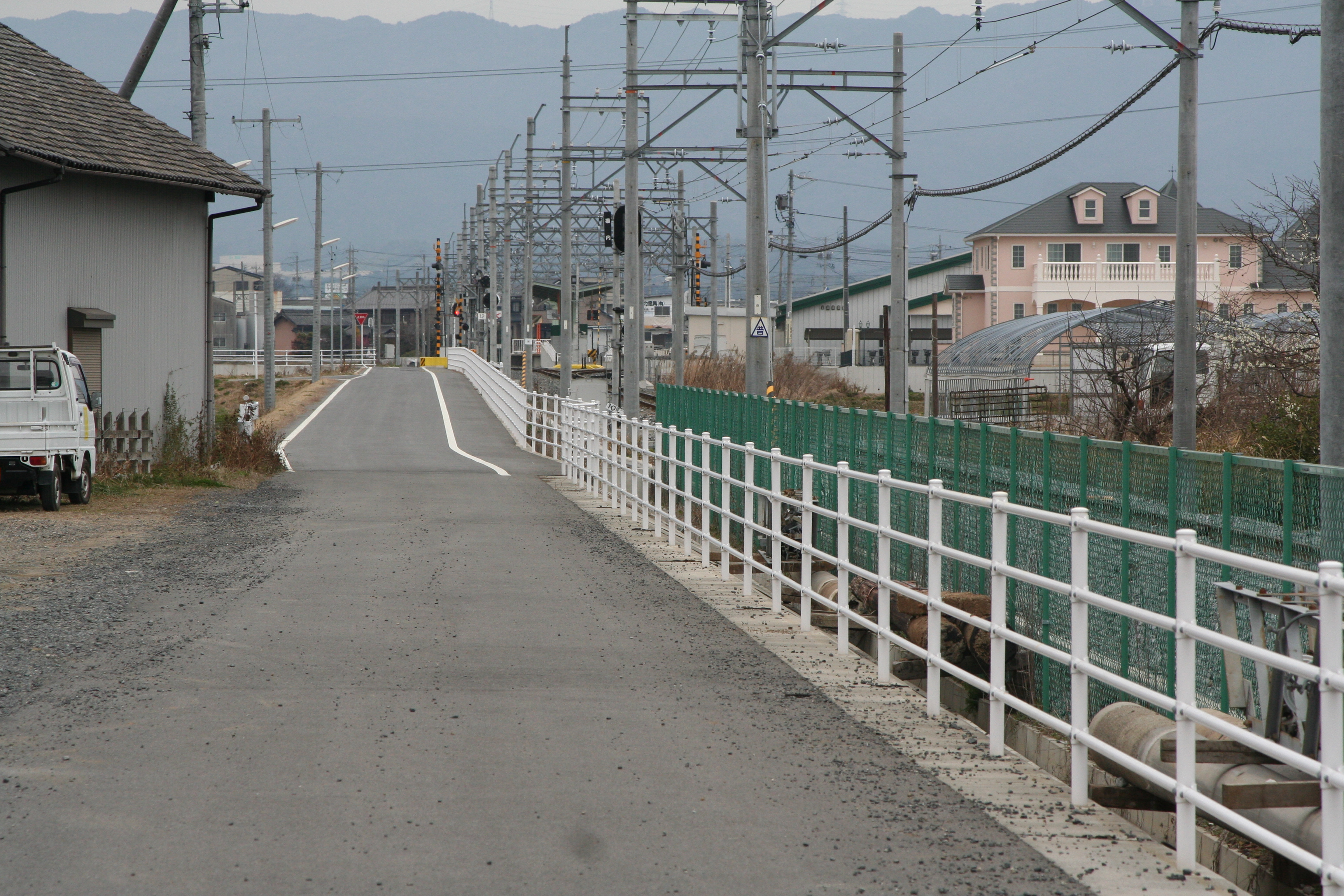
大泉駅と旧大泉東駅を最短距離で結ぶ道路（手前は旧大泉東駅跡、背後は新設された大泉駅）

## 利用状況
- 主として通学・通勤用に利用された。
- 大泉東駅の利用状況の変遷を下表に示す。
  - 輸送実績（乗車人員）の単位は人であり、年度での総計値を示す。年度間の比較に適したデータである。
  - 乗降人員調査結果は任意の1日における値（単位：人）である。調査日の天候・行事等の要因によって変動が大きいので年度間の比較には注意を要する。
  - 表中、最高値を赤色で、最高値を記録した年度以降の最低値を青色で、最高値を記録した年度以前の最低値を緑色で表記している。
  - 朝夕の通勤通学時間帯を含め大泉東駅利用者は極めて少なかった。ラッシュ時以外の発着の列車は乗降客がいない事の方が多かった。

| 年 度              | 当駅分輸送実績（乗車人員）：人／年度 | 当駅分輸送実績（乗車人員）：人／年度 | 当駅分輸送実績（乗車人員）：人／年度 | 当駅分輸送実績（乗車人員）：人／年度 | 乗降人員調査結果 人／日 | 乗降人員調査結果 人／日 | 特 記 事 項 |
| ------------------ | ------------------------------------ | ------------------------------------ | ------------------------------------ | ------------------------------------ | ----------------------- | ----------------------- | ----------- |
| 年 度              | 通勤定期                             | 通学定期                             | 定期外                               | 合 計                                | 調査日                  | 調査結果                | 特 記 事 項 |
| 1958年（昭和33年） | 101,516                              | ←←←←                                 | 71,509                               | 173,025                              |                         |                         |             |
| 1959年（昭和34年） |                                      | ←←←←                                 |                                      |                                      |                         |                         |             |
| 1960年（昭和35年） |                                      | ←←←←                                 |                                      |                                      |                         |                         |             |
| 1961年（昭和36年） |                                      | ←←←←                                 |                                      |                                      |                         |                         |             |
| 1962年（昭和37年） |                                      | ←←←←                                 |                                      |                                      |                         |                         |             |
| 1963年（昭和38年） |                                      | ←←←←                                 |                                      |                                      |                         |                         |             |
| 1964年（昭和39年） |                                      | ←←←←                                 |                                      |                                      |                         |                         |             |
| 1965年（昭和40年） | 179,760                              | ←←←←                                 | 62,696                               | 242,456                              |                         |                         |             |
| 1966年（昭和41年） | 177,780                              | ←←←←                                 | 48,787                               | 226,567                              |                         |                         |             |
| 1967年（昭和42年） | 159,600                              | ←←←←                                 | 44,907                               | 204,507                              |                         |                         |             |
| 1968年（昭和43年） | 149,580                              | ←←←←                                 | 47,901                               | 197,481                              |                         |                         |             |
| 1969年（昭和44年） | 145,470                              | ←←←←                                 | 47,886                               | 193,356                              |                         |                         |             |
| 1970年（昭和45年） | 137,130                              | ←←←←                                 | 45,577                               | 182,707                              |                         |                         |             |
| 1971年（昭和46年） | 131,250                              | ←←←←                                 | 42,245                               | 173,495                              |                         |                         |             |
| 1972年（昭和47年） | 128,520                              | ←←←←                                 | 42,899                               | 171,419                              |                         |                         |             |
| 1973年（昭和48年） | 135,090                              | ←←←←                                 | 47,913                               | 183,003                              | ？月？日                | 821                     |             |
| 1974年（昭和49年） | 132,810                              | ←←←←                                 | 43,682                               | 176,492                              | ？月？日                | 858                     |             |
| 1975年（昭和50年） | 131,400                              | ←←←←                                 | 44,823                               | 176,223                              | ？月？日                | 857                     |             |
| 1976年（昭和51年） | 118,380                              | ←←←←                                 | 43,961                               | 162,341                              | ？月？日                | 766                     |             |
| 1977年（昭和52年） | 110,850                              | ←←←←                                 | 42,531                               | 153,381                              | ？月？日                | 715                     |             |
| 1978年（昭和53年） | 95,280                               | ←←←←                                 | 39,928                               | 135,208                              | ？月？日                | 579                     |             |
| 1979年（昭和54年） | 87,450                               | ←←←←                                 | 34,870                               | 122,320                              | ？月？日                | 542                     |             |
| 1980年（昭和55年） | 85,830                               | ←←←←                                 | 37,834                               | 123,664                              | ？月？日                | 759                     |             |
| 1981年（昭和56年） | 83,340                               | ←←←←                                 | 35,120                               | 118,460                              | ？月？日                | 474                     |             |
| 1982年（昭和57年） | 73,830                               | ←←←←                                 | 36,281                               | 110,111                              | 11月16日                | 443                     |             |
| 1983年（昭和58年） | 75,720                               | ←←←←                                 | 35,446                               | 111,166                              | 11月8日                 | 397                     |             |
| 1984年（昭和59年） | 70,560                               | ←←←←                                 | 31,983                               | 102,543                              | 11月6日                 | 379                     |             |
| 1985年（昭和60年） | 67,770                               | ←←←←                                 | 30,979                               | 98,749                               | 11月12日                | 362                     |             |
| 1986年（昭和61年） | 66,930                               | ←←←←                                 | 29,263                               | 96,193                               | 11月11日                | 319                     |             |
| 1987年（昭和62年） | 58,530                               | ←←←←                                 | 27,371                               | 85,901                               | 11月10日                | 335                     |             |
| 1988年（昭和63年） | 61,590                               | ←←←←                                 | 26,276                               | 87,866                               | 11月8日                 | 328                     |             |
| 1989年（平成元年） | 51,330                               | ←←←←                                 | 21,588                               | 72,918                               | 11月14日                | 254                     |             |
| 1990年（平成2年）  | 49,290                               | ←←←←                                 | 20,981                               | 70,271                               | 11月6日                 | 297                     |             |
| 1991年（平成3年）  | 49,950                               | ←←←←                                 | 15,067                               | 65,017                               |                         |                         |             |
| 1992年（平成4年）  | 44,730                               | ←←←←                                 | 14,478                               | 59,208                               | 11月10日                | 229                     |             |
| 1993年（平成5年）  | 40,500                               | ←←←←                                 | 14,450                               | 54,950                               |                         |                         |             |
| 1994年（平成6年）  | 42,690                               | ←←←←                                 | 13,610                               | 56,300                               |                         |                         |             |
| 1995年（平成7年）  | 40,080                               | ←←←←                                 | 13,904                               | 53,984                               | 12月5日                 | 215                     |             |
| 1996年（平成8年）  | 35,070                               | ←←←←                                 | 12,091                               | 47,161                               |                         |                         |             |
| 1997年（平成9年）  | 27,150                               | ←←←←                                 | 11,311                               | 38,461                               |                         |                         |             |
| 1998年（平成10年） | 23,820                               | ←←←←                                 | 10,873                               | 34,693                               | 11月10日                | 132                     |             |
| 1999年（平成11年） | 21,030                               | ←←←←                                 | 6,878                                | 27,908                               |                         |                         |             |
| 2000年（平成12年） | 16,950                               | ←←←←                                 | 4,996                                | 21,946                               | ？月？日                | 72                      |             |
| 2001年（平成13年） | 17,100                               | ←←←←                                 | 4,931                                | 22,031                               | 5月15日                 | 80                      |             |
| 2002年（平成14年） | 15,810                               | ←←←←                                 | 5,133                                | 20,943                               |                         |                         |             |
| 2003年（平成15年） | 9,844                                | ←←←←                                 | 4,530                                | 14,374                               |                         |                         |             |
| 2004年（平成16年） | 0                                    | 0                                    | 0                                    | 0                                    |                         |                         | 廃止        |

## 隣の駅
三岐鉄道
■北勢線
北大社駅 - 大泉東駅 - 長宮駅
- 1944年（昭和19年）7月1日まで、北大社駅との間に大木駅があった。